# Setophaga tigrina
Setophaga tigrina là một loài chim trong họ Parulidae.